# India (satrapia)

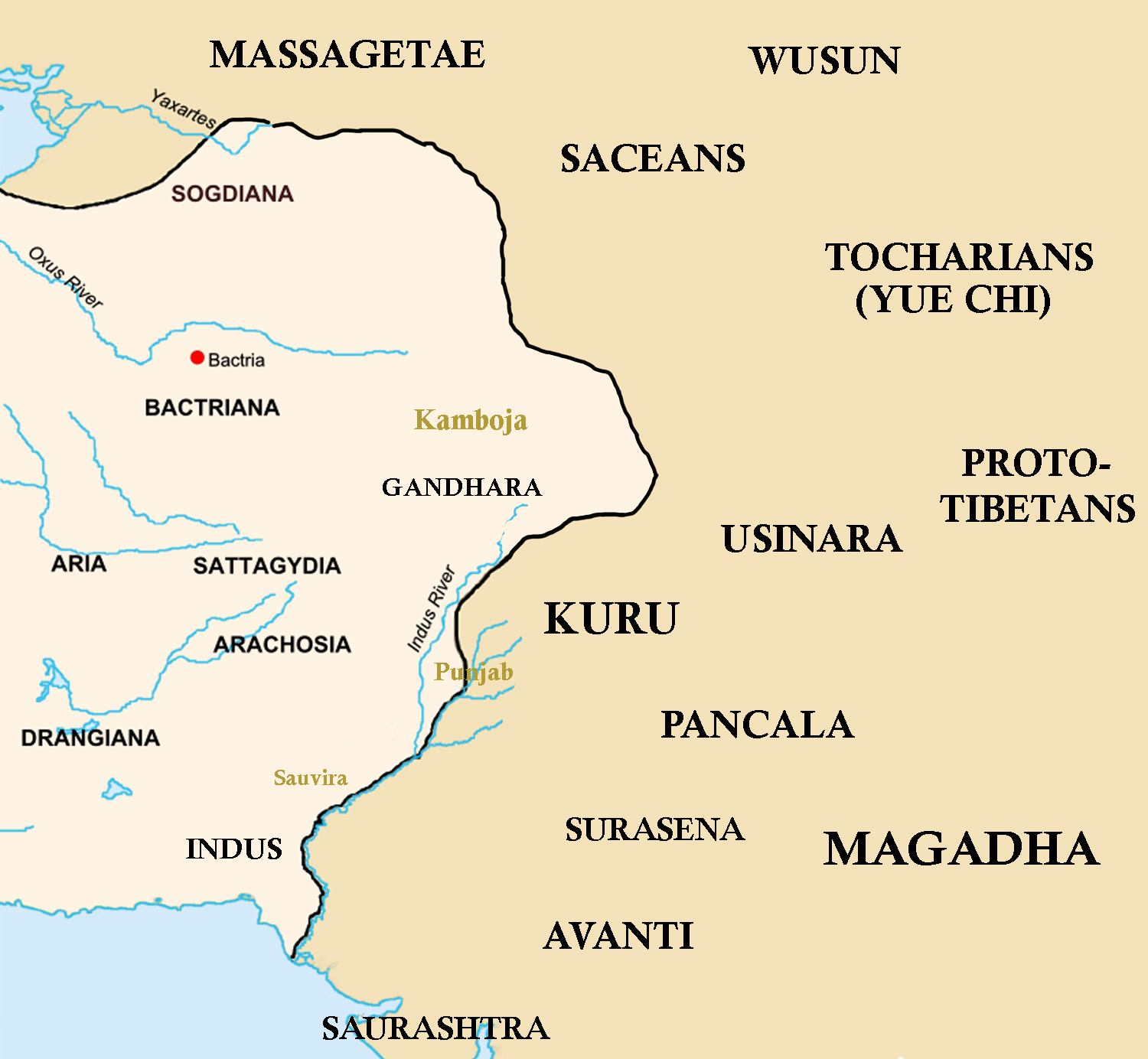
I confini orientali dell'Impero achemenide.

L'India (persiano antico 𐏃𐎡𐎯𐎢𐏁, traslitterato H-i-du-u-š o Hidūsh, greco antico Ἰνδία, India) fu una satrapia dell'Impero achemenide, istituita dopo la conquista persiana della valle dell'Indo, intorno al 500 a.C. Secondo Erodoto, era la provincia più orientale dell'impero. Rimase in possesso degli achemenidi fino alla campagna indiana di Alessandro Magno, nel 326 a.C.

## Etimologia
Il toponimo deriva quasi certamente da Sindhu, il termine sanscrito per indicare sia il fiume Indo che la sua valle inferiore. In proto-iraniano il fonema *s si trasformò in h tra l'850 e il 600 a.C., e il suffisso -sh era comunemente usato per indicare i nomi delle regioni. In persiano antico era quindi pronunciato Hindush, ma scritto Hidūsh, visto che la 'n' nasale prima delle consonanti era omessa nella scrittura. Il termine fu reso in greco e in latino come India, termine che passò poi per sineddoche a indicare tutto il subcontinente indiano.

## Geografia
Il territorio comprendeva probabilmente la parte inferiore della valle dell'Indo, negli attuali stati pakistani di Sind e Punjab. A nord confinava con le satrapie di Gandhara e forse Sattagidia. 

## Popolazione

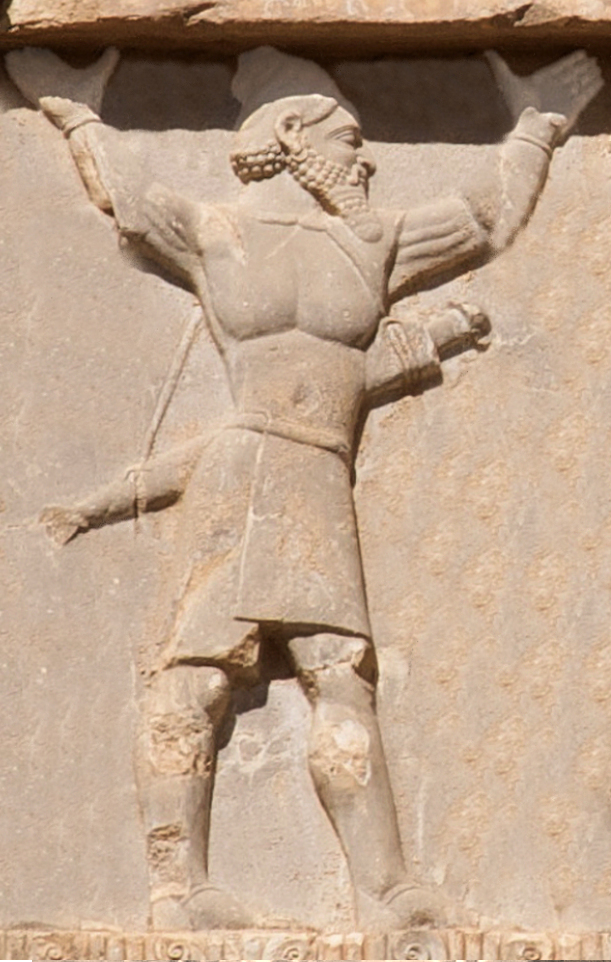
Un soldato indiano raffigurato nella tomba di Serse I, 480 b.C.

Erodoto chiama la regione India, e il suo popolo Ινδοι, Indoi, generalizzando però questo termine per intendere tutti i popoli che vivevano a est della Persia.
Secondo Erodoto, gli "indiani" parteciparono alla seconda invasione persiana della Grecia intorno al 480 a.C.. Nella battaglia di Platea (479 a.C.), formarono uno dei principali corpi di truppe achemenidi. Gli indiani fornirono ancora truppe ed elefanti per l'esercito achemenide nella battaglia di Gaugamela (331 a.C.). Sono anche raffigurati sulle tombe achemenidi di Naqsh-e Rostam e Persepoli.
I rappresentanti dell'India sono raffigurati come delegati che portano doni al re sulle scale dell'Apadana e come portatori del trono sui rilievi del Tripylon e della Sala delle cento colonne a Persepoli. I popoli di India, Gandhara e Sattagidia sono caratterizzati dai loro perizomi, sandali e parte superiore del corpo scoperta, caratteristica che li distingue dai rappresentanti di altre province orientali come Battria e Aracosia